# AcademyFIVE
AcademyFIVE ist ein integriertes Campus-Management-System (auch Hochschulinformationssystem genannt) für serviceorientiertes Hochschulmanagement. Die webbasierte Software wird seit 2002 von der Firma Simovative in München als Komplettlösung entwickelt und betrieben.

## Geschichte
AcademyFIVE – aus einem Studienprojekt entstanden – wird seit Firmengründung 2002 stetig weiterentwickelt und angepasst. Aus einer Individualentwicklung wurde eine modular aufgebaute Standardsoftware, die inzwischen an rund 60 Hochschulen erfolgreich eingeführt wurde.

## Funktionsumfang
AcademyFIVE setzt sich aus einem Grundsystem und einzelnen Modulen für alle Hochschulprozesse zusammen:
Grundsystem, Prüfungsmanagement, Kurs- und Raumplanung, Bewerbungsmanagement, Antragsmanagement, Abgabemanagement, Seminarmanagement, Dokumentengenerator, Finanzmodul, Autopilot, Lehrauftragswesen, Kalender-Synchronisation mit Office 365, Kommunikation, MobileApp, Newsletter, CampusWeb, Reporting, Landesamtsstatistik, Analytics, BIS Meldung.
Außerdem werden spezifische Anforderungen einiger Hochschulformen unterstützt, wie: Executive Education, Fernstudium, Kunst- und Musikhochschule.

## Anwendungsgebiete
AcademyFIVE kommt an Universitäten, Hochschulen und Berufsakademien in der Verwaltung zum Einsatz. Alle Beteiligten, von der Hochschulleitung und -verwaltung über Lehrende, Interessenten, Bewerber, Studierende und Alumni bis hin zu Partnern und Firmen, werden als vollständig integrierte Campus-Management-Software in einem System vereint. Sämtliche Prozesse des akademischen Zyklus werden in dem System abgebildet.

## Verbreitung
AcademyFIVE ist in Deutschland, Österreich und der Schweiz an über 60 Hochschulen unterschiedlicher Fachrichtungen erfolgreich im Einsatz: Rund 85.000 Studierende werden von rund 2.000 Hochschulmitarbeitern verwaltet.
Zu den Anwendern zählen u. a.:
- Cologne Business School[4]
- Deutsche Universität für Verwaltungswissenschaften Speyer
- FH Vorarlberg
- Hochschule der Wirtschaft für Management
- IUBH
- Steinbeis-Hochschule Berlin
- Universität St. Gallen